# فرانك بالدوين (عسكري)
فرانك بالدوين (بالإنجليزية: Frank Baldwin)‏ هو عسكري أمريكي، ولد في 26 يونيو 1842 في مانشستر في الولايات المتحدة، وتوفي في 22 أبريل 1923 في دنفر في الولايات المتحدة.